# 737 CCFL
A carreira 737 da CCFL de Lisboa liga a Praça da Figueira ao Castelo de São Jorge.
Simbolizada com a cor laranja (circulando na zona central de Lisboa), o seu percurso demora aproximadamente 12 minutos, em maior parte do percurso reforçando os elétricos 12E e 28E (entre o Miradouro de Santa Luzia e a Sé).
Teve o seu início no dia 26 de junho de 2010, integrada na terceira fase da rede 7, substituíndo a antiga carreira 37 da Carris, que fazia praticamente o mesmo percurso da atual carreira. Em janeiro de 2023, a carreira deixou de circular pela Rua da Prata, devido ao desabamento de uma parte de passeio que obrigou a obras na rua, e após a abertura da mesma, só foi reaberta para peões, bicicletas e os elétricos, desviando permanentemente a carreira para a Rua da Madalena.

## Percurso
| Código | Paragem                    | Autocarro / Elétrico            | Metro  |
| ------ | -------------------------- | ------------------------------- | ------ |
| 13810  | Castelo                    |                                 |        |
| 13808  | Costa Castelo              |                                 |        |
| 13816  | Miradouro Sta. Luzia       | 12E 28E                         |        |
| 13804  | Limoeiro                   | 12E 28E                         |        |
| 13802  | Sé                         | 12E 28E                         |        |
| 00913  | Lg. Caldas                 | 711 732 759 760                 |        |
| 00912  | Pç. Figueira               | 12E 15E 25E 208 714 736 760 774 | Rossio |
| Código | Paragem                    | Autocarro / Elétrico            | Metro  |
| 00912  | Pç. Figueira               | 12E 15E 25E 208 714 736 760 774 | Rossio |
| 05601  | Igreja Sta. Maria Madalena | 28E                             |        |
| 13801  | Sé                         | 10B 28E                         |        |
| 13803  | Limoeiro                   | 10B 28E                         |        |
| 13807  | Lg. Contador Mor           |                                 |        |
| 13810  | Castelo                    |                                 |        |

### Equipamentos servidos
| Equipamento                                   | Paragem mais próxima |
| --------------------------------------------- | -------------------- |
| - Castelo de São Jorge                        | Castelo              |
| - Miradouro de Santa Luzia                    | Miradouro Sta. Luzia |
| - Sé de Lisboa                                | Sé                   |
| - Estação Rossio - Praça da Figueira - Rossio | Praça da Figueira    |